# Heptacodon
Heptacodon — вимерлий рід антракотерій, ендемічний для Північної Америки в палеогені (від середнього еоцену до раннього олігоцену). Це були антракотерії середнього чи великого розміру з виразними рисами обличчя, такими як короткі важкі роструми та міцні, але прості корінні зуби. Heptacodon є членом підродини антракотерових Anthracotheriinae, поширення яких в цілому знаходиться в Північній Америці та Євразії. Однак Heptacodon був знайдений лише в Північній Америці, причому вид H. yeguaensis з Техасу є найстарішим відомим антракотерієм, знайденим у Північній Америці, датованим середнім еоценом. Скам'янілості представників цього роду були знайдені в штатах Північна Дакота, Орегон, Південна Дакота, Техас і Юта.